# 韦勒河畔沙隆
韦勒河畔沙隆（法語：Châlons-sur-Vesle，法語發音：[ʃalɔ̃ syʁ vɛl]）是法国马恩省的一个市镇，属于兰斯区。

## 地理
韦勒河畔沙隆（49°17'22"N, 3°55'0"E）面积4.45 平方千米，位于法国大東部大區马恩省，该省份为法国东北部内陆省份，北起阿登省，西北接埃纳省，西南接塞纳-马恩省，南至奥布省，东南接上马恩省，东临默兹省。
与韦勒河畔沙隆接壤的市镇（或旧市镇、城区）包括：尚皮尼、舍奈、梅尔菲、米宗、蒂卢瓦、特里尼。

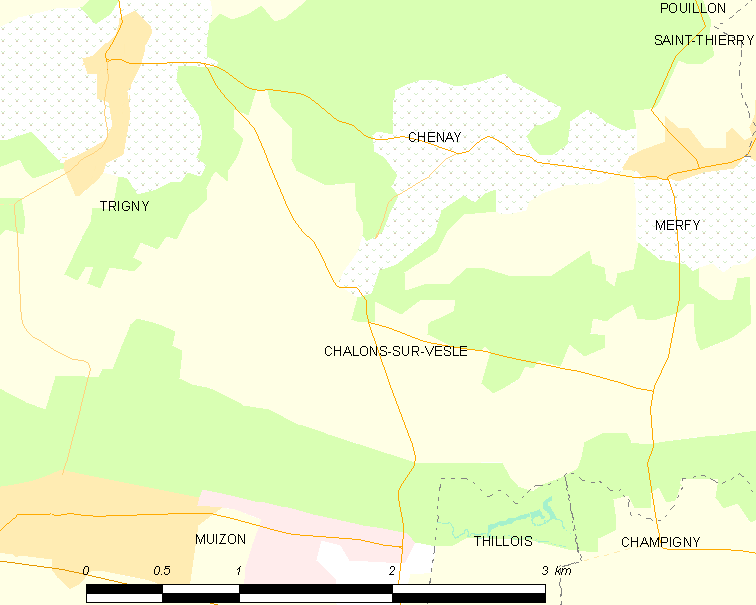
韦勒河畔沙隆的OSM定位图

韦勒河畔沙隆的时区为UTC+01:00、UTC+02:00（夏令时）。

## 行政
韦勒河畔沙隆的邮政编码为51140，INSEE市镇编码为51109。

## 政治
韦勒河畔沙隆所属的省级选区为菲姆-兰斯山县。

## 人口

1962-2008年间韦勒河畔沙隆人口变化图示

韦勒河畔沙隆于2022年1月1日时的人口数量为202人。